# Calamotropha afra
Calamotropha afra is een vlinder uit de familie grasmotten (Crambidae). De wetenschappelijke naam van deze soort is voor het eerst geldig gepubliceerd in 1986 door Bassi.
De soort komt voor in tropisch Afrika.